# Список умерших в 877 году

## Январь
- 23 января — Узуард, монах-бенедиктинец аббатства Сен-Жермен-де-Пре, учёный-богослов, составитель мартиролога.

## Апрель
- 8 апреля — Экхард, сеньор Перраси и Божи (836—877), граф де Морвуа (840—859), Шалона (863—877), Макона (871—877), Отёна (872—877)[1].

## Октябрь
- 6 октября — Карл II Лысый (54), первый король Западно-Франкского королевства (843—877), король Швабии (831—833), король Аквитании (839—843 и 848—854), король Лотарингии (869—877), король Прованса и император Запада (875—877), король Италии (876—877) из династии Каролингов[2].
- 23 октября — Игнатий, патриарх Константинопольский (847—858 и 867—877); святой Православной церкви, почитается в лике святителей[3].

## Ноябрь
- 7 ноября — Абу Бакр аль-Аджурри, исламский богослов, хадисовед и правовед[4].

## Дата смерти неизвестна или требует уточнения
- Джайяварман III, правитель Кхмерской империи (ок. 839/850—860).
- Доннхад мак Аэдакайн, король Миде (864—877) из рода Кланн Холмайн.
- Иоанн Скот Эриугена, ирландский философ, богослов, поэт и переводчик, крупнейший мыслитель Каролингского возрождения.
- Исмаил аль-Музани, правовед, муджтахид.
- Паскветен, граф Ванна (851—877), граф Нанта (870—877), король Бретани (южной части) (874—877).
- Хальфдан, первый король Йорка (876—877) и король Дублина (875—877)[5].